# Карбах
Карбах (нем. Karbach) — река в Германии, протекает по Нижней Франконии (земля Бавария). Речной индекс 2454.
Образуется в результате слияния небольших речек Кеттлихсграбен (Kettlichsgraben) и Грундграбен (Grundgraben) в общине Биркенфельд. При описании своих характеристик Карбах в некоторых источниках рассматривается совместно с Грундграбеном.
Площадь бассейна составляет 73,36 км². Длина реки — 13,5 (совместно с Грундграбеном — 15,82) км. Высота истока — 230 м, устья — 142 м.

## Топонимика
Название реки происходит от древневерхненемецких слов «Kar» (сосуд, корыто, котловина) и «Bach» (ручей).
От названия реки происходит название одной из торговых общин, через которую она протекает — Карбах (нем. Marktgemeinde Karbach).